# Julian Trevelyan (Pianist)

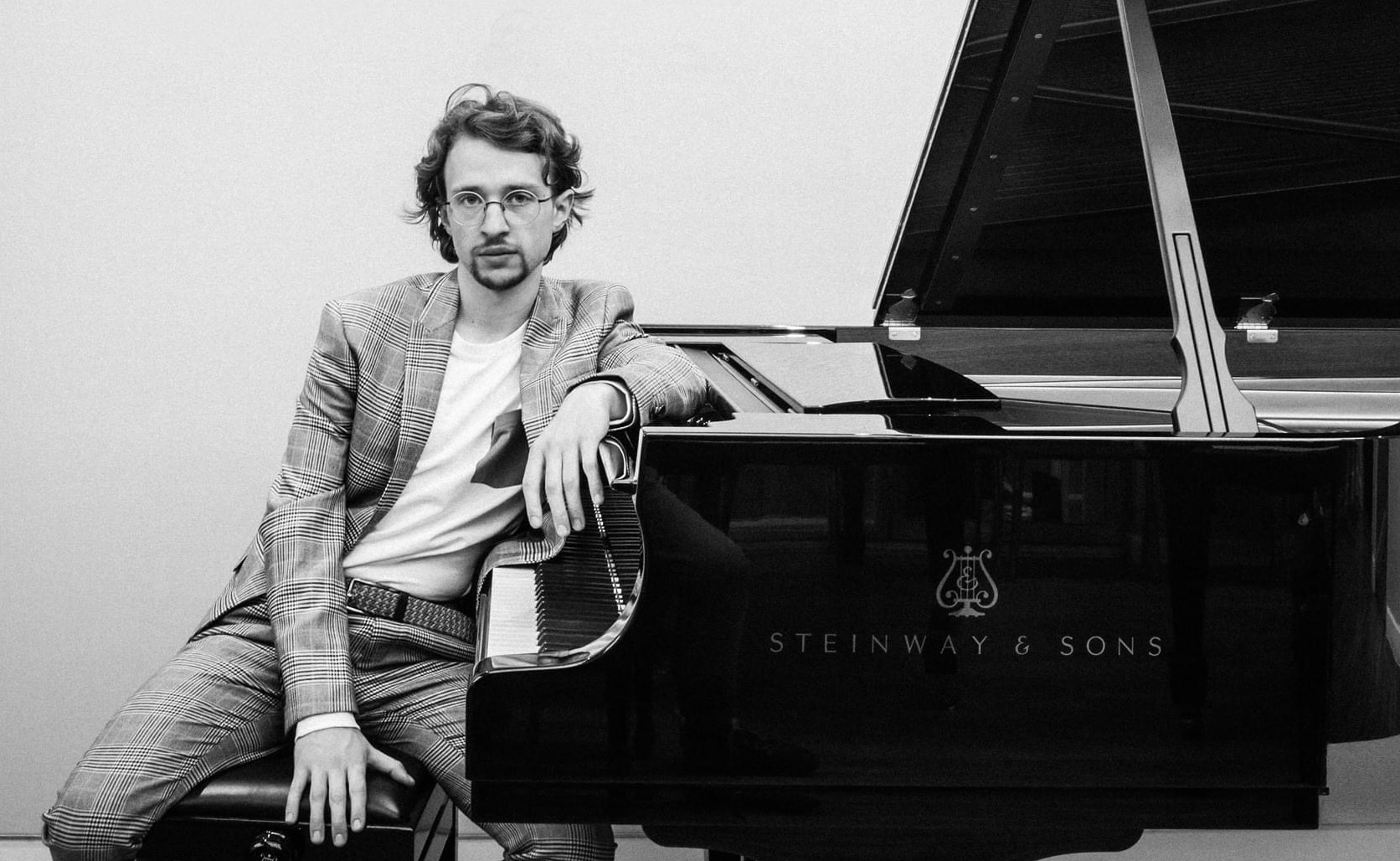
Julian Trevelyan (2022)

Julian Miles Trevelyan (* 29. Oktober 1998) ist ein britischer Pianist.

## Biografie
Trevelyan stammt aus der gleichnamigen britischen Adelsfamilie und ist der Sohn von Sir Peter John Trevelyan, 6. Baronet, und Diane Terry. Mit dem gleichnamigen britischen Maler und Grafiker Julian Trevelyan ist er entfernt verwandt. Er wuchs in St Albans auf, wo er von seinen Eltern privaten Schulunterricht erhielt und sein Interesse für die Musik als Chorsänger an der St.Albans-Kathedtrale entdeckte.
Julian Trevelyan studierte an der Musikhochschule École Normale de Musique de Paris. 2014 erreichte Julian Trevelyan die Endrunde beim Wettbewerb BBC Young Musician in der Sektion Klavier. 2015 wurde Trevelyan beim Long-Thibaud-Crespin-Wettbewerb mit dem 2. Preis in der Kategorie Klavier ausgezeichnet, wobei der 1. Preis nicht vergeben wurde. Ebenfalls auf den 2. Platz kam er 2016 beim Kissinger Klavierolymp. Im Jahr darauf wurde Trevelyan mit dem Luitpoldpreis des Festivals Kissinger Sommer ausgezeichnet. 2021 bekam er beim Concours Géza Anda in Zürich den 2. Preis, den Publikumspreis und den Preis für die beste Mozart-Interpretation. 2023 belegte er beim Vladimir-Horowitz-Wettbewerb in Genf den 2. Platz.

## Diskografie
- Wolfgang Amadeus Mozart: Piano Concertos Nos.23 KV488 & 24 KV491, Julian Trevelyan (Klavier) mit dem ORF Radio-Symphonieorchester Wien, Dirigent Christian Zacharias, Reihe Next Generation Mozart Soloists Vol.4 (2022, Alpha Classics)